# New Brooklyn
New Brooklyn es un largometraje del año 2008 del director independiente Christopher Cannucciari.

## Sinopsis
Ángela (Shelley Thomas) y Marta (Blanca Lewin) son dos amigas de Chile que arriendan un cuarto en Brooklyn, Nueva York, en donde vive también el hermano de Ángela, Eddie, quien es hijo de un estadounidense.
Ángela ha vivido toda su vida en dicho país, y Marta es una chica recién llegada que espera por su novio, también chileno, Álvaro, quien llegará en algunos días. Cuando llega, Álvaro rompe su relación con Marta, por lo que ella caerá en un gran depresión.
También hay que agregar que se está reconstruyendo el barrio, y para hacerlo, los tres chicos se deben ir del edificio.
Todo esto dará como resultado que Marta desaparezca de la vida de los demás, con un nuevo comienzo, en un "Nuevo Brooklyn" ("New Brooklyn").

## Elenco
- Blanca Lewin como Marta Piro.
- Pablo Cerda como Álvaro Muñoz.
- Matt Cavenaugh como Brad Steward.
- Frank Harts como Eddie Simons.
- Shelley Thomas como Ángela Simons.
- Frank Nasso como Thuglio.

## Curiosidades
- Es la primera y única película en la cual, la actriz chilena Blanca Lewin habla en inglés, además de grabar en Estados Unidos.